# 国道153号

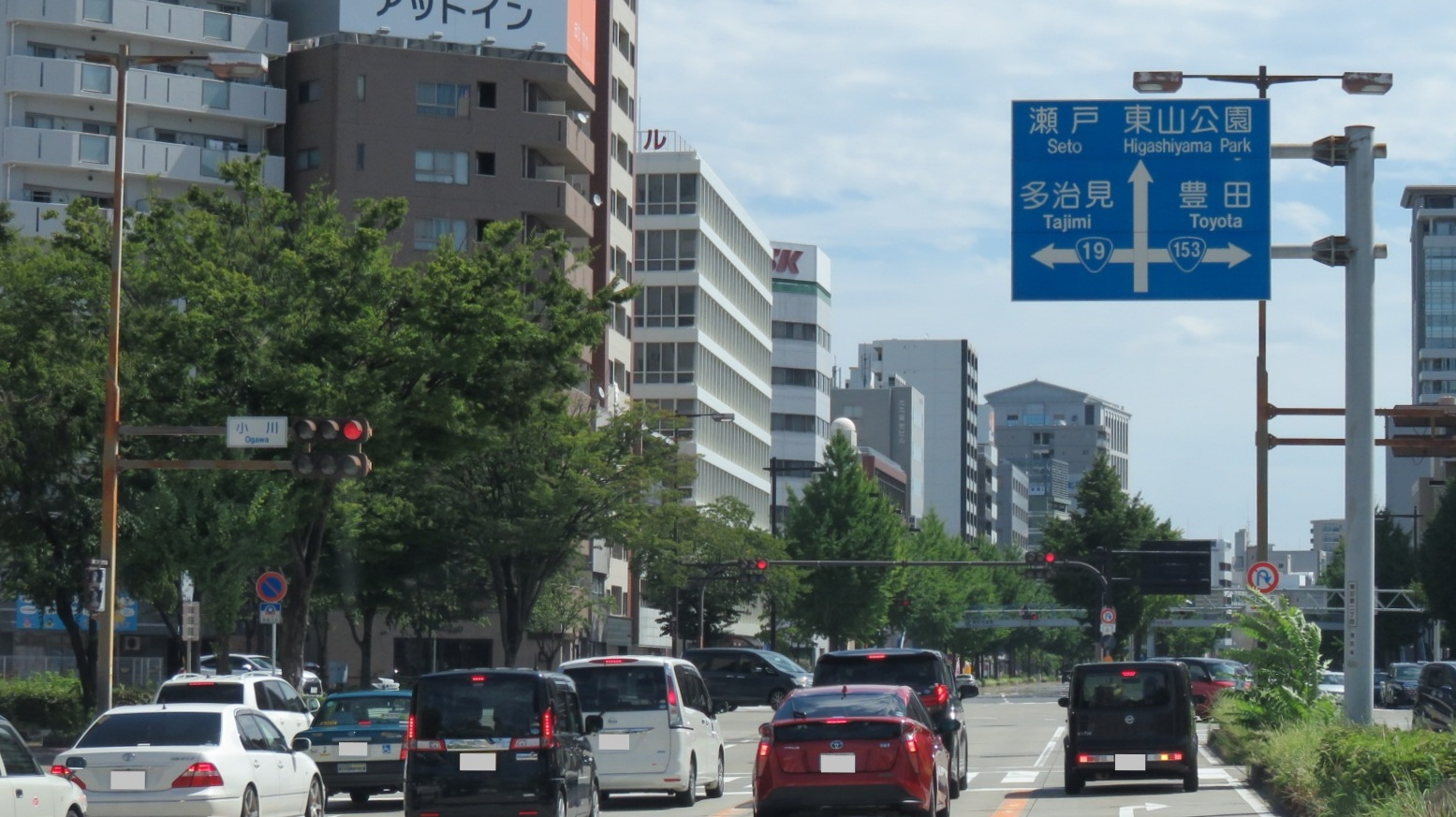
国道153号 起点
愛知県名古屋市東区 小川交差点

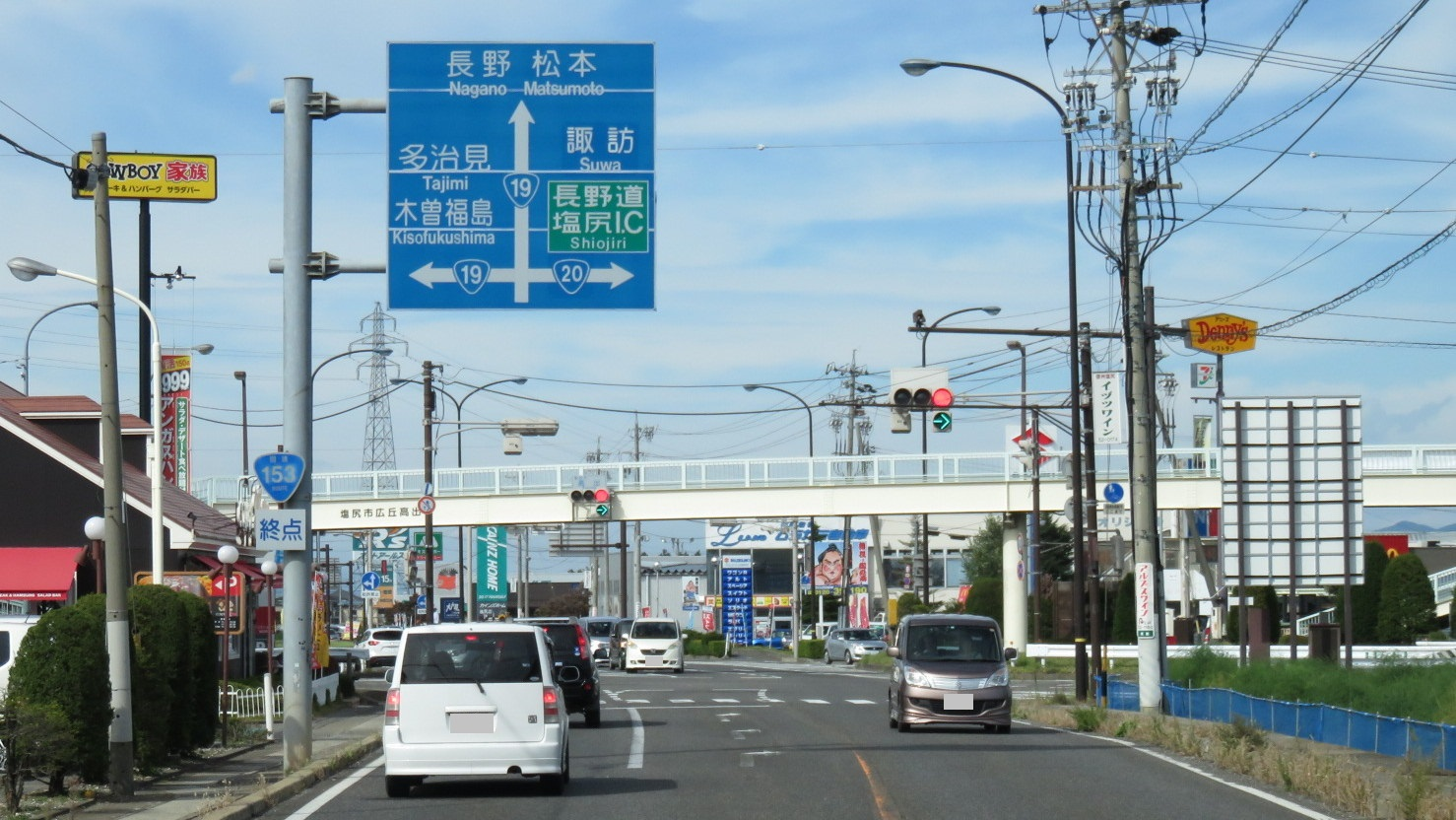
国道153号 終点
長野県塩尻市 高出交差点

国道153号（こくどう153ごう）は、愛知県名古屋市東区から伊那谷を経由して、長野県塩尻市に至る一般国道である。

## 概要
起点の名古屋市東区から東に進路を取り、愛知県の尾張地方から、西三河の北側の各都市を経て、豊田市の足助、稲武地区といった、奥三河の山間部を通行する。その後、長野県南部の南信地方（南信州地域・上伊那地域）を通行し、飯田市、伊那市などを経て、終点の塩尻市に至る路線である。

### 路線データ
一般国道の路線を指定する政令に基づく起終点および重要な経過地は次のとおり。
- 起点：名古屋市（東区、小川交差点 = 国道19号交点）
- 終点：塩尻市（高出交差点 = 国道19号交点、国道20号終点）
- 重要な経過地：豊田市、長野県下伊那郡平谷村、同郡阿智村、飯田市、駒ケ根市、伊那市
- 総延長 : 231.8 km（長野県 148.7 km、愛知県 71.9 km、名古屋市 11.2 km）[2][注釈 2]
- 重用延長 : なし[2][注釈 2]
- 未供用延長 : なし[2][注釈 2]
- 実延長 : 231.8 km（長野県 148.7 km、愛知県 71.9 km、名古屋市 11.2 km）[2][注釈 2]
  - 現道 : 214.3 km（長野県 131.2 km、愛知県 71.9 km、名古屋市 11.2 km）[2][注釈 2]
  - 旧道 : 5.8 km（長野県 5.8 km、愛知県 - km、名古屋市 - km）[2][注釈 2]
  - 新道 : 11.7 km（長野県 11.7 km、愛知県 - km、名古屋市 - km）[2][注釈 2]
- 指定区間：名古屋市天白区植田西三丁目1124番 - 飯田市鼎東鼎（かなえひがしかなえ）136番6（植田西交差点 - 東鼎交差点）[3]

## 歴史
- 1953年（昭和28年）5月18日 -  二級国道153号名古屋塩尻線（名古屋市 - 長野県東筑摩郡塩尻町[注釈 3]）として指定施行[4]。
- 1965年（昭和40年）4月1日 - 道路法改正により一級・二級区分が廃止されて一般国道153号（名古屋市 - 塩尻市）として指定施行[1]。

## 路線状況

### 通称

#### 街道名
- 飯田街道（名古屋市東区、中区、千種区、昭和区、天白区、日進市、豊田市）

名古屋市内においては、1984年（昭和59年）に市内の道路の愛称を公募した際、従来から用いられていた通称がそのまま道路の愛称として制定されている。
- 三州街道（愛知県・長野県）
- 挙母街道（日進市）
- 中馬街道（愛知県・長野県）
- 塩街道（愛知県・長野県）

#### 主な通り名
- 葵町線（名古屋市東区、中区）
- 若宮大通（名古屋市千種区）
- 鏡池通（名古屋市千種区）
- 安田通（名古屋市昭和区）
- 花見通（名古屋市昭和区）
- 中環状線（名古屋市天白区）
- 豊田東西線（豊田市）
- 豊田南北線（豊田市）

### バイパス

豊田西バイパス
愛知県日進市浅田町

- 豊田西バイパス（名古屋市天白区、日進市、東郷町、みよし市、豊田市）
  - 旧道の一部は愛知県道520号豊田東郷線に降格している。
- 豊田北バイパス（豊田市：衣浦豊田道路の一部）
- 足助バイパス（豊田市）
- 伊勢神改良（豊田市）
- 稲武バイパス（豊田市）
- 飯田南バイパス（飯田市）（事業中）[6]
- 飯田バイパス（飯田市：通称「アップルロード」）
- 飯田北改良（飯田市）（事業中）[7]
- 伊南バイパス（飯島町本郷 - 駒ヶ根市赤穂）
- 伊駒アルプスロード（駒ヶ根市赤穂 - 伊那市美篶）（事業中[8]）
- 伊那バイパス（伊那市青島 - 箕輪町木下）
- 箕輪バイパス（箕輪町木下 - 箕輪町沢）
- 両小野バイパス（辰野町小野 - 塩尻市北小野）（計画中）

### 重複区間

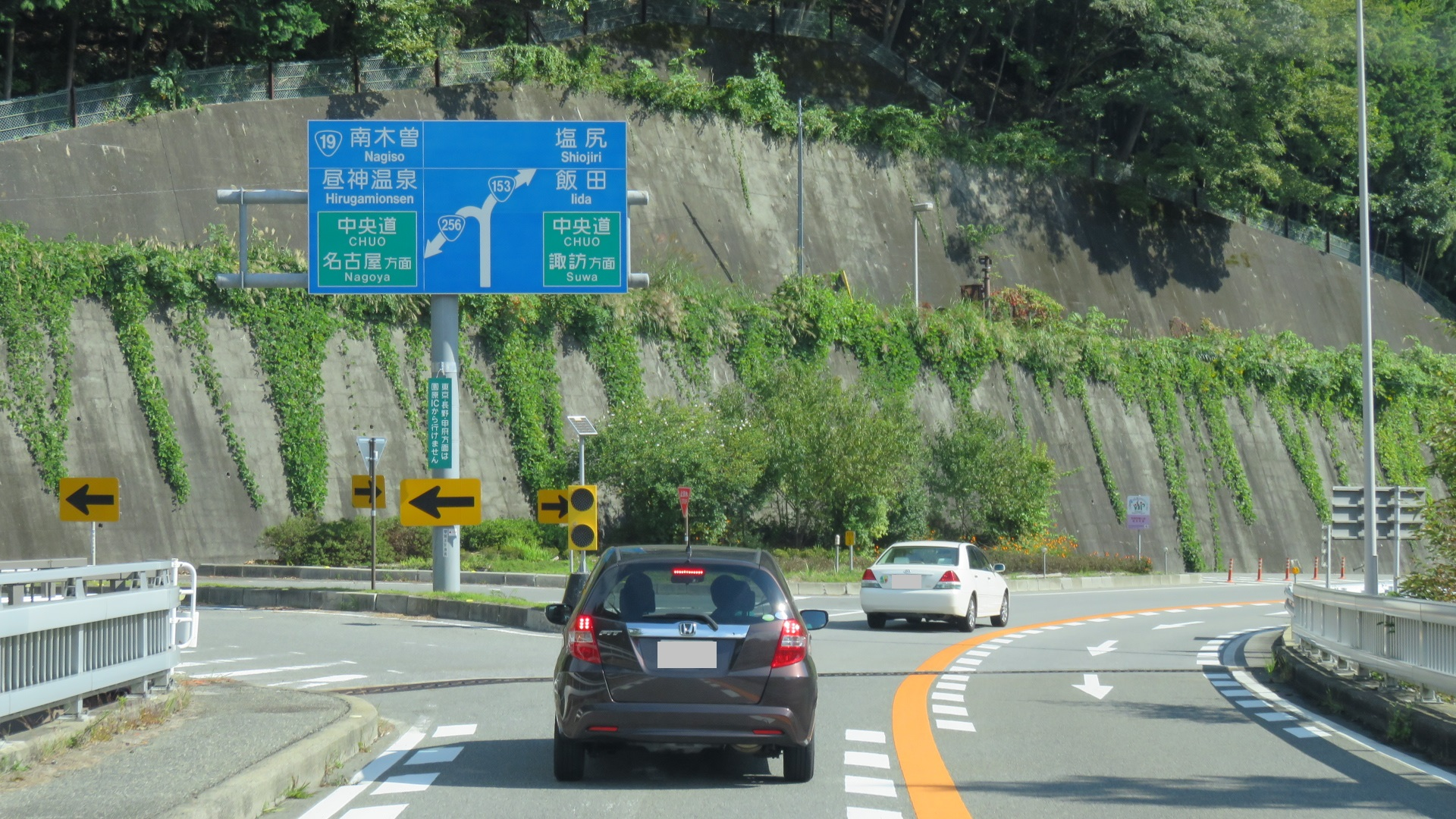
国道256号（重複区間）からの分岐
長野県下伊那郡阿智村

- 国道248号（愛知県豊田市・挙母町1丁目交差点 - 挙母町1丁目北交差点）
- 国道256号（長野県下伊那郡阿智村智里・阿知川大橋 - 長野県飯田市北方・飯田インター西交差点）
- 国道419号（愛知県豊田市挙母町1丁目北交差点 - 豊田市陣中町1丁目北交差点）
- 国道420号（愛知県豊田市挙母町1丁目北交差点 - 豊田市足助町・足助大橋西交差点）
- 国道155号（愛知県豊田市東新町 - 豊田市西町4丁目交差点）

### 道路施設

#### 道の駅
- 愛知県
  - どんぐりの里いなぶ（豊田市）
- 長野県
  - 信州平谷（下伊那郡平谷村）
  - 田切の里（上伊那郡飯島町）

## 地理

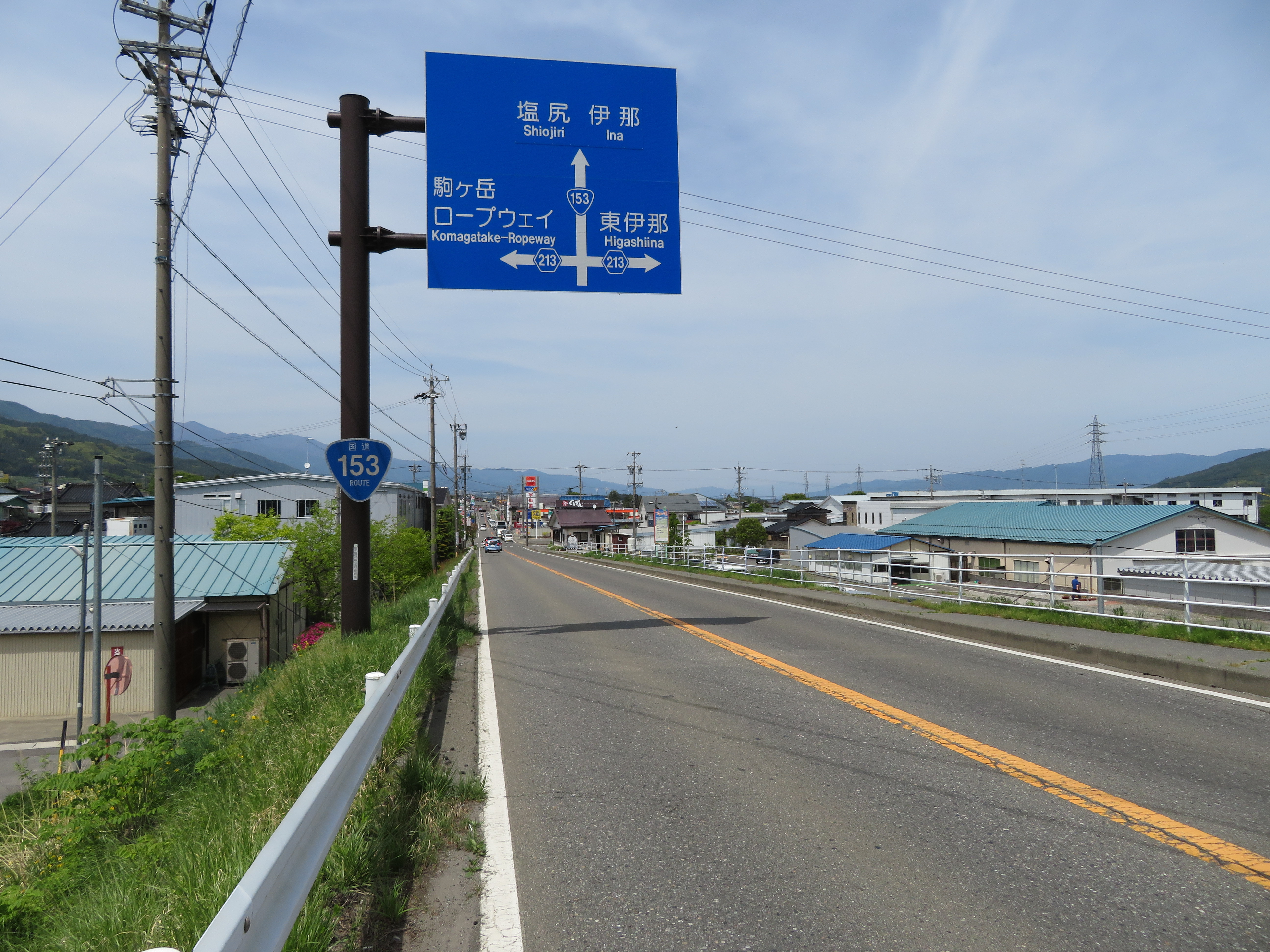
長野県上伊那郡宮田村

### 通過する自治体
- 愛知県
  - 名古屋市（東区 - 中区 - 千種区 - 昭和区 - 天白区）- 日進市 - 愛知郡東郷町 - みよし市 - 豊田市
- 長野県
  - 下伊那郡根羽村 - 下伊那郡平谷村 - 下伊那郡阿智村 - 飯田市 - 下伊那郡高森町 - 下伊那郡松川町 - 上伊那郡中川村 - 上伊那郡飯島町 - 駒ヶ根市 - 上伊那郡宮田村 - 伊那市 - 上伊那郡南箕輪村 - 上伊那郡箕輪町 - 上伊那郡辰野町 - 塩尻市

### 交差する道路

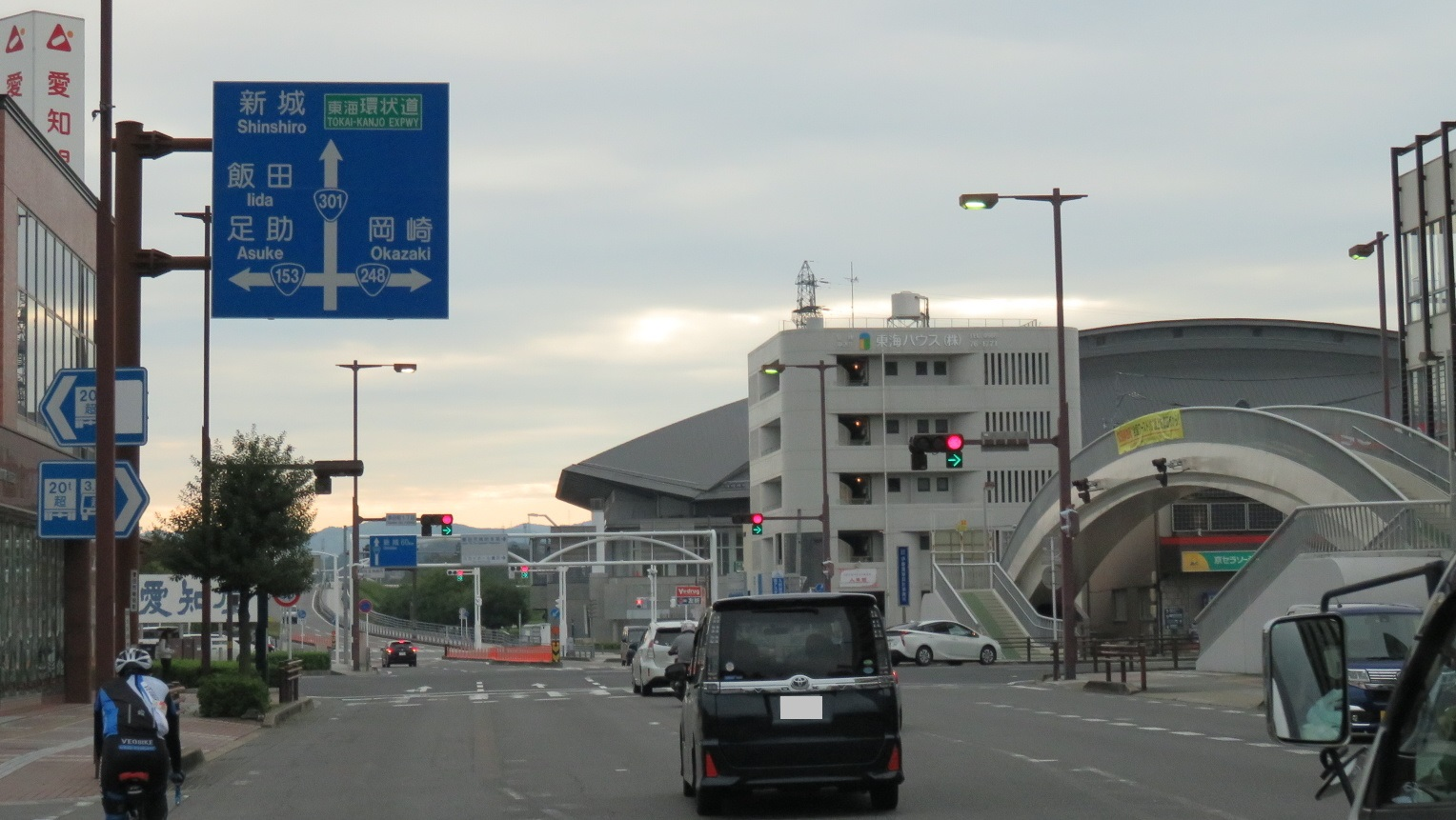
国道248号・国道301号との分岐
愛知県豊田市挙母町

- 国道19号（桜通、下街道）（名古屋市東区）
- 錦通（名古屋市東区）
- 愛知県道60号名古屋長久手線（広小路通）[注釈 4]（名古屋市中区）
- 名古屋市道名古屋環状線（名古屋市千種区）
- 国道302号（名古屋環状2号線）（名古屋市天白区）
- 国道155号（豊田南バイパス）（豊田市）
- 国道248号（豊田南北線）、国道301号（豊田東西線、挙母街道）（豊田市）
- 国道248号（豊田市）
- 国道419号（豊田南北線）（豊田市）
- 東海環状自動車道豊田勘八IC（豊田市）
- 猿投グリーンロード（愛知県道6号力石名古屋線）力石IC[注釈 4]（豊田市）
- 国道420号（豊田市）
- 国道257号（豊田市）
- 国道418号（下伊那郡平谷村）
- 国道256号（下伊那郡阿智村 - 飯田市）
- 中央自動車道・三遠南信自動車道飯田山本IC（飯田市）
- 中央自動車道飯田IC（飯田市飯田インター交差点）
- 国道151号（飯田市鼎東鼎（かなえひがしかなえ）・東鼎交差点）
- 国道361号（伊那市入舟交差点）
- 中央自動車道伊北IC（箕輪町伊北インター交差点）
- 国道19号、国道20号（塩尻市高出交差点）

### 主な峠
- 善知鳥（うとう）峠
- 寒原峠
- 治部坂峠
- 赤坂峠
- 伊勢神峠（伊勢神トンネル）

## ギャラリー

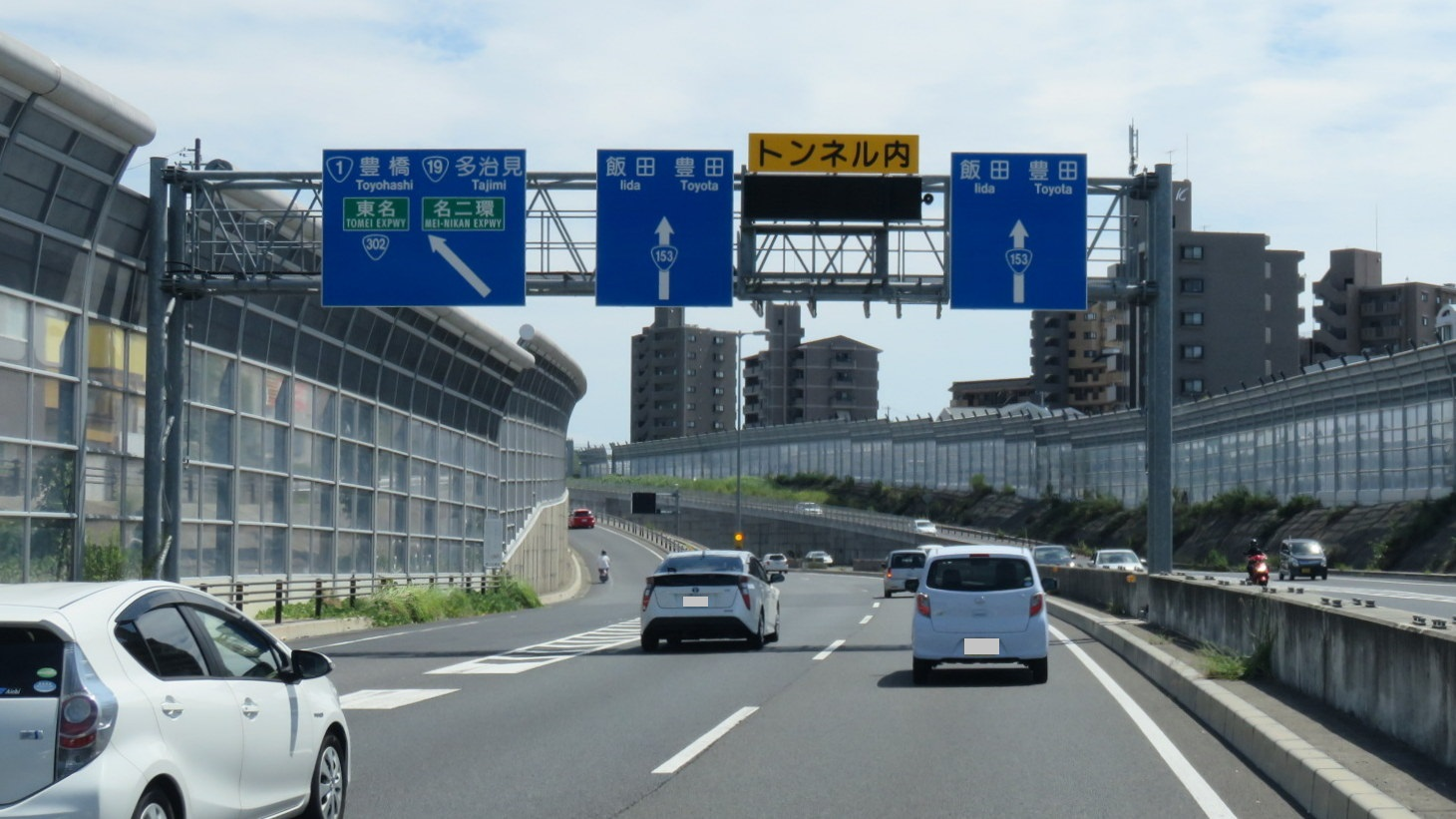
国道302号（名古屋環状2号線）との分岐 愛知県名古屋市天白区梅が丘
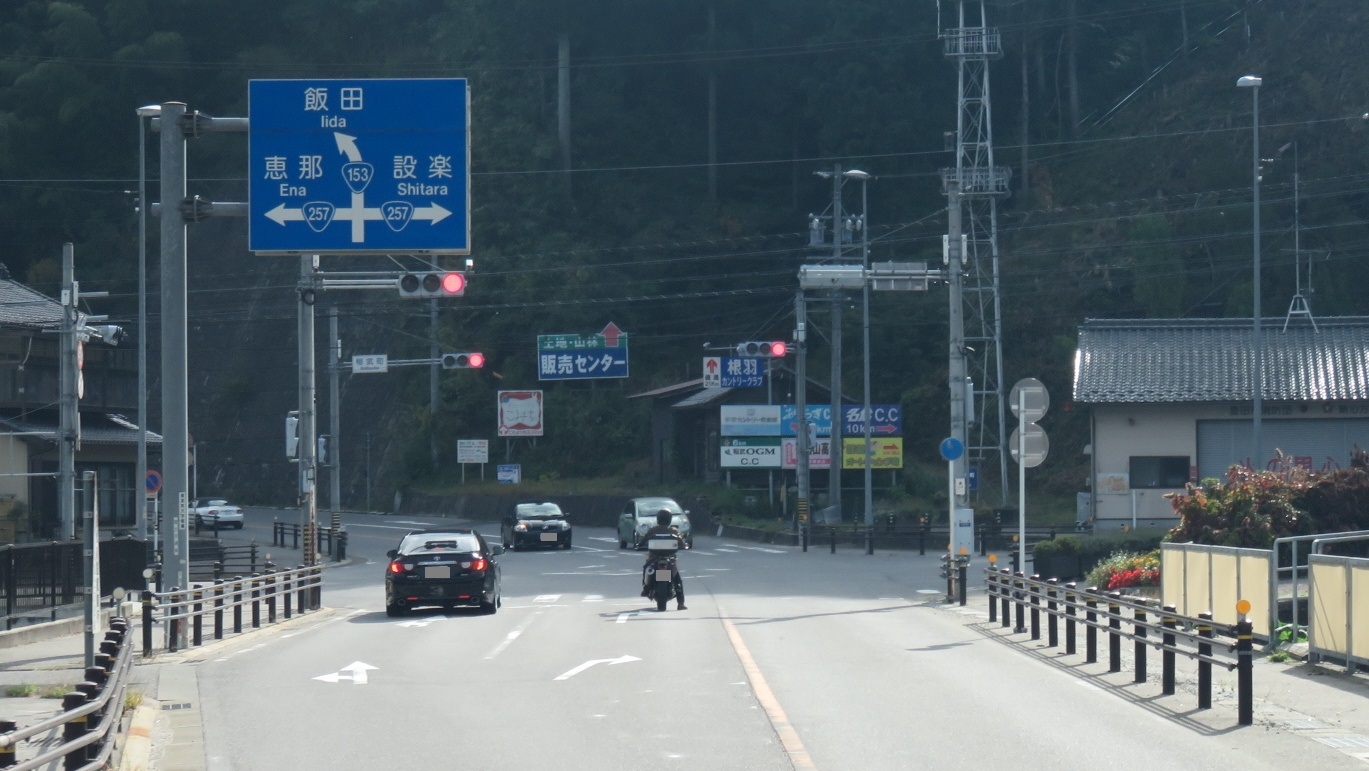
国道257号との交差 愛知県豊田市稲武町
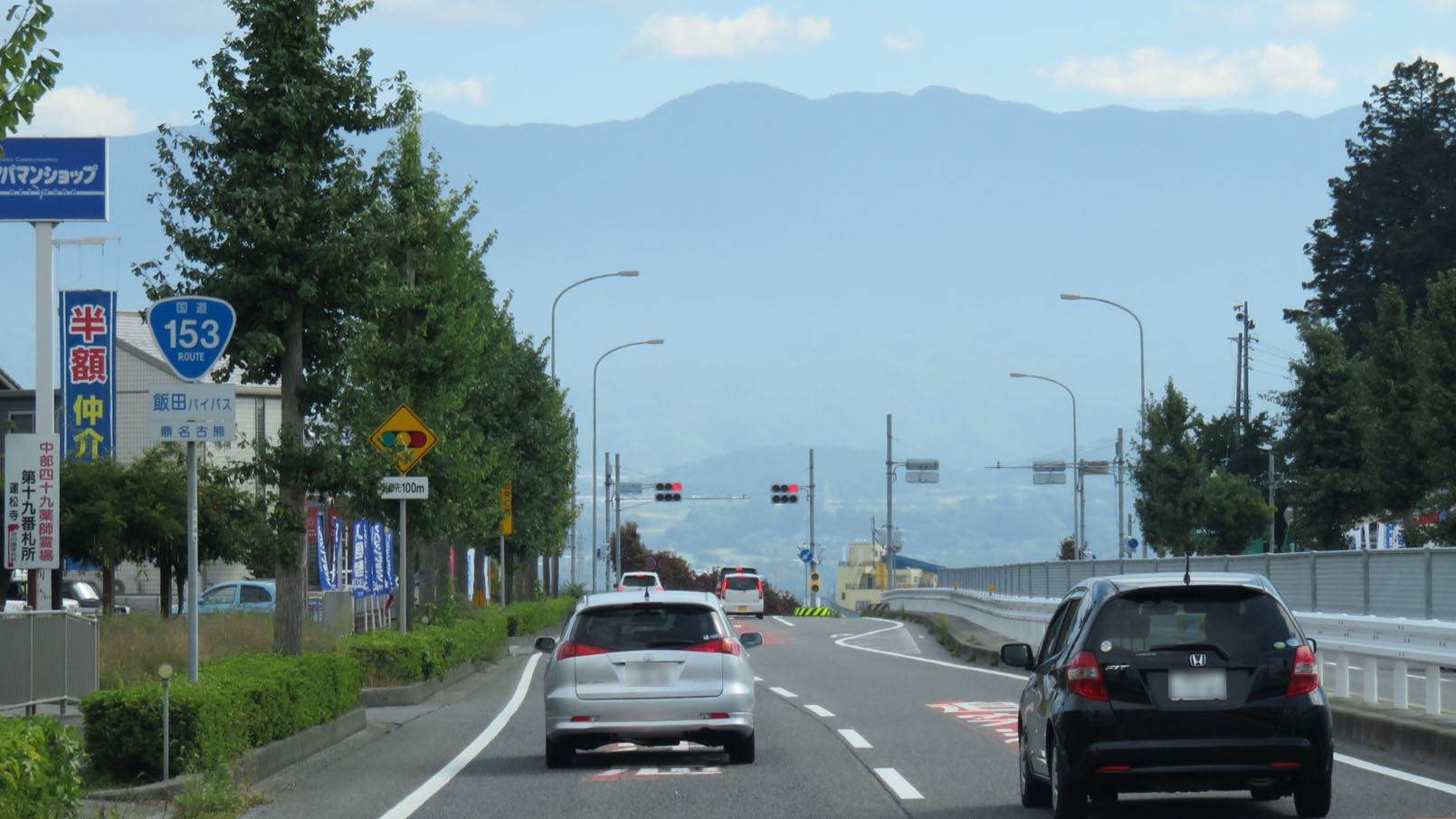
飯田バイパス 長野県飯田市鼎名古熊
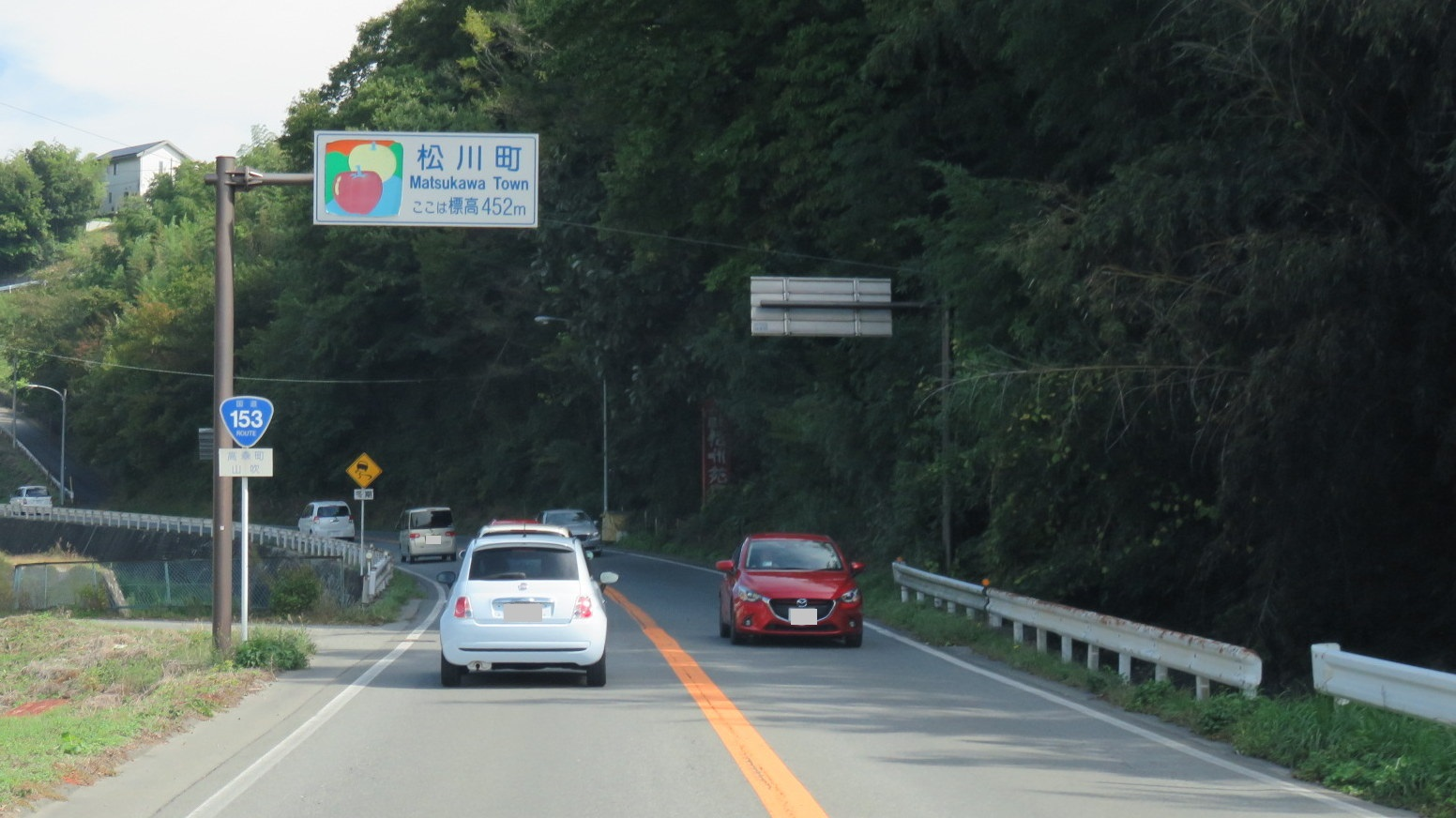
松川町境 長野県下伊那郡松川町
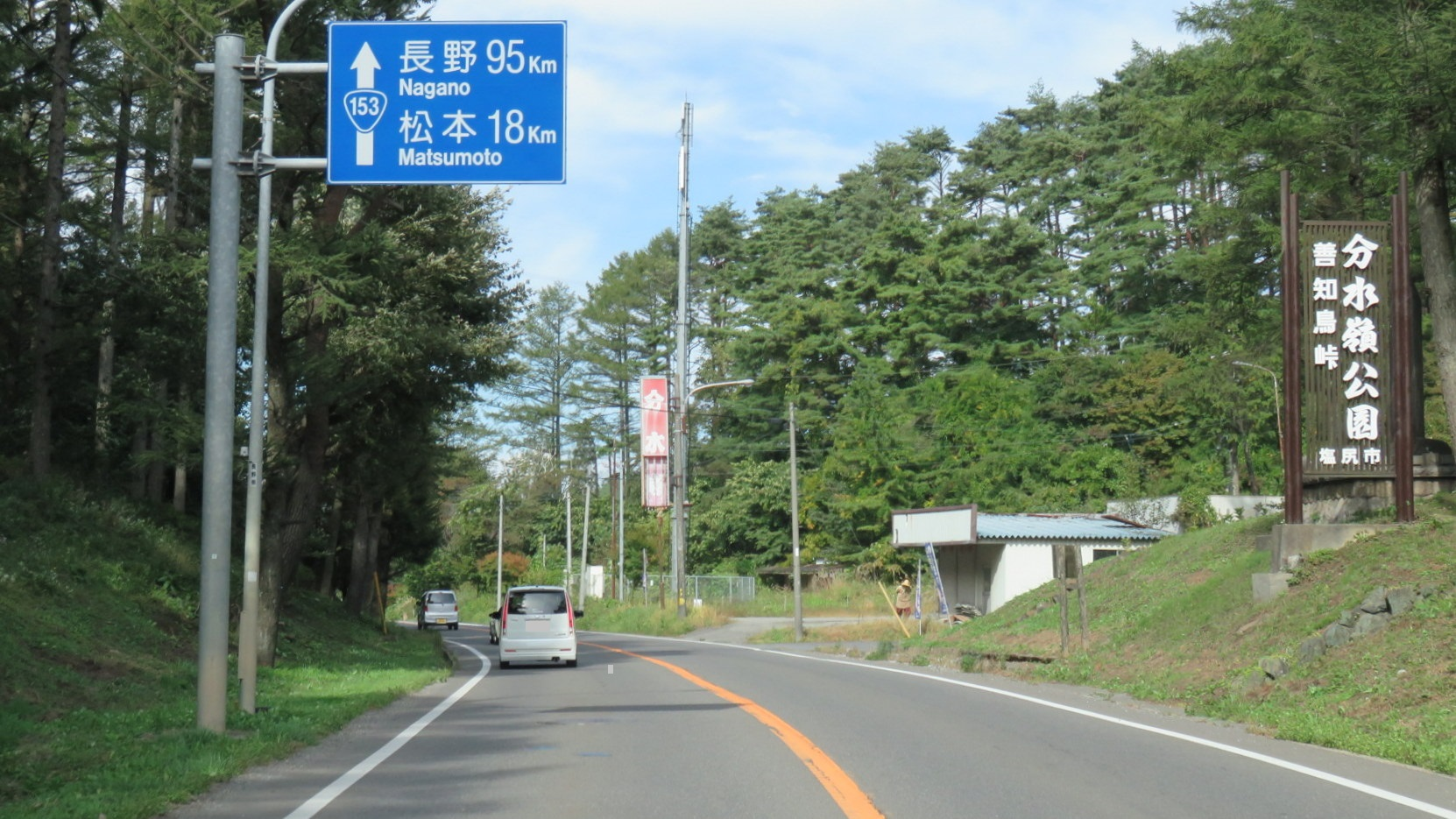
善知鳥（うとう）峠 長野県塩尻市北小野